# Aaliyah
Aaliyah Dana Haughton (* 16. Januar 1979 in Brooklyn, New York City; † 25. August 2001 in Marsh Harbour, Abaco, Bahamas) war eine US-amerikanische R&B-Sängerin und Schauspielerin. Ihren Durchbruch hatte sie mit Try Again, dem Titellied des Films Romeo Must Die, in dem sie die weibliche Hauptrolle spielte. Mit weltweit über 30 Millionen verkauften Tonträgern gehört sie zu den erfolgreichsten R&B-Sängerinnen der letzten 30 Jahre. Im Alter von 22 Jahren kam sie bei einem Flugzeugabsturz ums Leben.

## Leben

### Jugend
Aaliyah Dana Haughton kam am 16. Januar 1979 als zweites Kind der Eheleute Michael und Diane Haughton in Brooklyn, New York City, zur Welt. Sie verbrachte jedoch den Großteil ihrer Kindheit nach einem Umzug im Alter von fünf Jahren gemeinsam mit ihrem älteren Bruder Rashad in Detroit, Michigan.
Als Teenager besuchte Aaliyah zunächst die Detroit High School, wo sie neben Tanz- und Schauspiel- auch Gesangsunterricht erhielt. Angetrieben von ihrer Mutter, einer ehemaligen Sängerin, bewarb sie sich 1989 für die Teilnahme an der Talentshow Star Search. Obwohl sie mit ihrer Darbietung von My Funny Valentine nicht als Gewinnerin aus dem Wettbewerb hervorgehen konnte, steigerte der Auftritt im landesweiten Fernsehen ihr Interesse an der Unterhaltungsbranche; so sprach die damals Zehnjährige noch im selben Jahr für die TV-Sitcom Alle unter einem Dach vor und trat im Alter von elf Jahren mit ihrer berühmten Tante Gladys Knight in Las Vegas auf.

### Karriere

#### 1990er-Jahre
1993 unterzeichnete Aaliyah Haughton im Alter von 14 Jahren einen Plattenvertrag mit Blackground Records, dem Label ihres Onkels Barry Hankerson. Im Jahr darauf begann sie gemeinsam mit R. Kelly an ihrem Debütalbum Age Ain't Nothing But A Number bei Jive Records zu arbeiten. Nicht zuletzt dank seiner erfolgreichen Singleauskopplungen Back & Forth und At Your Best (You Are Love) konnte das Album, veröffentlicht im Mai desselben Jahres, im Laufe der Monate weltweit mehr als fünf Millionen Kopien absetzen.
Über das Verhältnis von Aaliyah zum 12 Jahre älteren R. Kelly gibt es einige Kontroversen, hauptsächlich ausgelöst durch eine Heiratsurkunde vom 31. August 1994. Das Alter der damals 15-jährigen Aaliyah wird darin fälschlich mit 18 Jahren angegeben. Die folglich illegale Eheschließung wurde im Februar des folgenden Jahres annulliert. Beide Seiten dementierten jedoch später, jemals verheiratet gewesen zu sein.
Aaliyah wechselte Ende 1995 zu den Nachwuchsproduzenten Timbaland und Missy Elliott über. Das gemeinsam erarbeitete Album One In a Million, das im Sommer 1996 veröffentlicht wurde, übertraf den Erfolg des Debüts mit acht Millionen verkauften CDs bei weitem und brachte mit If Your Girl Only Knew, One In a Million, der Diane-Warren-Komposition The One I Gave My Heart To, der Ballade 4 Page Letter, dem Marvin-Gaye-Cover Got To Give It Up und der Radio-Single Hot Like Fire sechs äußerst erfolgreiche Auskopplungen hervor.
Anschließend gelang es der Sängerin 1997 mit Journey to the Past, dem Oscar-nominierten Titelsong zum Zeichentrickfilm Anastasia, ein weiteres Mal auf sich aufmerksam zu machen. Im selben Jahr hatte sie einen Gastauftritt in der Fernsehserie New York Undercover. Mit der 1998 veröffentlichten Single Are You That Somebody?, dem Titelsong zur Eddie-Murphy-Komödie Dr. Dolittle, konnte Aaliyah im Folgejahr zudem schließlich auch europaweit musikalisch Fuß fassen. Trotz des anhaltenden Erfolges entschied sie sich nach der Veröffentlichung dazu, dem Showgeschäft vorübergehend den Rücken zu kehren, um ihren High-School-Abschluss zu machen.

#### 2000–2001

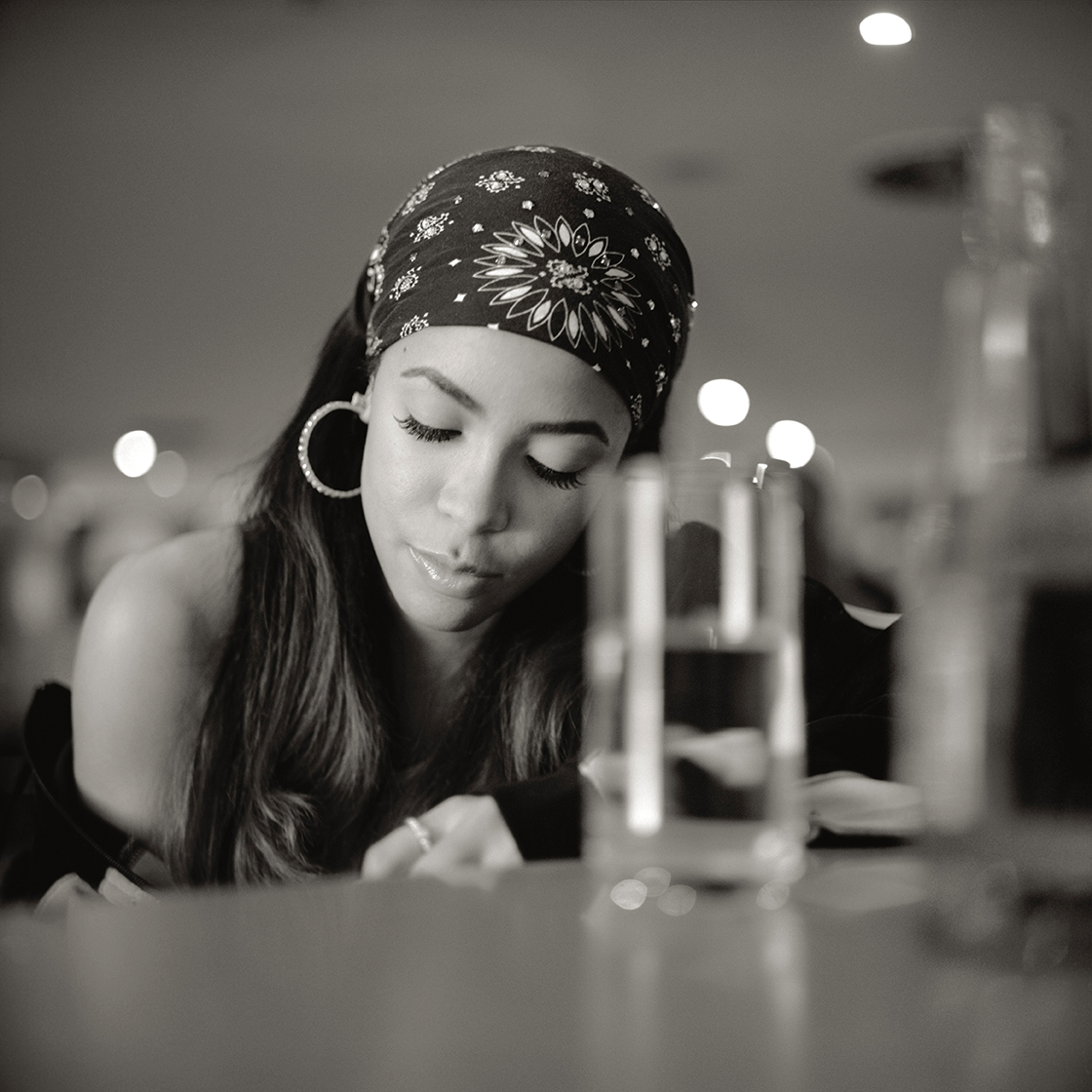
Aaliyah in Berlin (2000)

Nach intensivem Schauspieltraining bekam Aaliyah 2000 ihre erste Rolle in dem Martial-Arts-Film Romeo Must Die an der Seite von Jet Li. Sowohl der Film, der sich mit 90 Millionen US-Dollar zu einem der erfolgreichsten Filme des Jahres entwickelte, als auch der von Aaliyah und Timbaland co-produzierte Soundtrack konnten sich in den vorderen Rängen der Charts etablieren. Nachdem bereits die vorab veröffentlichten Songs Come Back In One Piece mit Rapper DMX und I Don’t Wanna sehr erfolgreich waren, konnte Aaliyah sich mit dem Titelsong Try Again sogar erstmals an der Spitze der US-amerikanischen Billboard Hot 100 platzieren. Sie wurde außerdem für einen Grammy nominiert.
Nach weiteren Aufnahmen für die Anne-Rice-Verfilmung Königin der Verdammten in Australien begannen die Dreharbeiten zu Matrix Reloaded und Matrix Revolutions. Dafür kehrte Aaliyah im Frühjahr 2001 in die USA zurück, um die Veröffentlichung ihres dritten Albums vorzubereiten. Während die erste Auskoppelung We Need a Resolution lediglich mittelmäßige Erfolge in den Charts erzielte, stieg die selbstbetitelte LP bis auf Platz 2 der US-amerikanischen Albumcharts.

#### Tod
Am 21. August 2001 begannen Aaliyah und ihr Team in Los Angeles die Dreharbeiten zum Musikvideo der Single Rock The Boat. Am darauffolgenden Tag entschied man sich schließlich dazu, für zwei weitere Tage auf die Bahamas zu fliegen, um dort mit einigen Außenaufnahmen weiter am Video arbeiten zu können. Während ein Teil der Gruppe nach Ende der Dreharbeiten am 25. August 2001 auf den Inseln zurückblieb, traten Aaliyah und sieben ihrer Crew-Mitglieder in einer Cessna 402B die Heimreise in Richtung Miami an. Unmittelbar nach dem Start stürzte das Flugzeug gegen 18:45 Uhr Ortszeit nur wenige hundert Meter hinter der Landebahn zu Boden. Alle Insassen kamen dabei ums Leben. Aaliyah wurde 22 Jahre alt. Wie man später feststellte, war das Flugzeug um etwa 320 kg überladen, da die Passagiere trotz der Warnungen des Piloten auf der Mitnahme aller Gepäckstücke bestanden hatten. Eine spätere Autopsie deckte zudem auf, dass der Pilot unter Einfluss von Kokain und Alkohol gestanden hatte.

#### Vermächtnis
Nach Aaliyahs Tod schossen ihre Plattenverkäufe in die Höhe. Ihr Album Aaliyah kam auf Platz 1 der US-Billboard-Charts. Es wurden weitere Singles aus Aaliyah veröffentlicht. More Than A Woman wurde ein postumer Nummer-1-Hit in Großbritannien. Die Ballade I Care 4 U wurde dank massiver Radiounterstützung in den USA veröffentlicht und schaffte es dort ohne weitere Promotion in die vorderen Ränge der Charts. In Deutschland war das Album Aaliyah 42 Wochen erfolgreich in den Charts platziert.
Die Dreharbeiten zum Film Königin der Verdammten konnten vor Aaliyahs Tod beendet werden, jedoch mussten einige Tonaufnahmen von ihrem Bruder Rashad nachsynchronisiert werden. Premiere feierte der Film aber erst 2002. Er erreichte auf Anhieb Platz 1 der US-Kinocharts und kam bis auf Platz 4 in Deutschland.
Ihre Rolle als Zee in den Matrix-Fortsetzungen wurde mit Nona Gaye umbesetzt, da zum damaligen Zeitpunkt nur wenige Szenen mit Aaliyah fertiggestellt waren. Das Rohmaterial ist auf einer Special Edition der Matrix-DVDs zu sehen.
Das erste Greatest Hits-Album I Care 4 U wurde im Winter 2002 veröffentlicht, es enthielt ihre bekanntesten Songs sowie einige unveröffentlichte Tracks. Dazu kam eine DVD mit ihren Musikvideos und Behind-The-Scene-Interviews auf den Markt. Das Album sowie die Vorab-Single Miss You wurden Bestseller. Im dazugehörigen Video zollten prominente Freunde (u. a. Missy Elliott, Lil’ Kim und DMX) Tribut an die verstorbene Sängerin. Es folgte die nur in Europa veröffentlichte Maxi-CD Don't Know What To Tell Ya. In den USA entschied man sich hingegen für Come Over.
Aaliyah wurde auch nach ihrem Tod für zahlreiche Awards nominiert und ausgezeichnet, unter anderem für den Grammy und den American Music Award. In Deutschland wurde sie für ihr letztes Album Aaliyah für den Echo nominiert.
2005 wurden in Großbritannien und Japan weitere Best-of-Alben von Aaliyah veröffentlicht: Ultimate Aaliyah (UK) und Rare Tracks And Visuals (JP), jedoch wurden diese kaum beworben.

#### Sonstiges
- Aaliyah war während ihrer Karriere auf vielen Alben anderer Künstler und weiteren Film-Soundtracks zu hören.
- Sie bekam für ihre Single Try Again und ihr letztes Album Aaliyah Gold in Deutschland.
- In den vergangenen Jahren wurden zahlreiche ihrer bislang unbekannten Songs ins Internet gestellt.
- Aaliyah war für die Hauptrolle im Remake des Films Sparkle vorgesehen. Nach ihrem Tod wurde der für 2002 geplante Produktionsbeginn für mehrere Jahre ausgesetzt; der Film erschien schließlich 2012 mit Jordin Sparks in der Hauptrolle. Eine weitere Hauptrolle sollte Aaliyah im Kinofilm Honey spielen.
- Aaliyah war die erste Sängerin, die einen posthumen Nummer-1-Hit in Großbritannien hatte.
- Ihr Hit Try Again war der erste Song in der Geschichte der US-Charts, der nur basierend auf Radio-Airplay Platz 1 erreichte.
- Aaliyahs Grab ist auf dem Ferncliff Cemetery in Hartsdale (Ortsteil von Greenburgh), New York.
- Im Video zu Miss You verabschieden sich u. a. DMX, Missy Elliott, Toni Braxton, Queen Latifah, Jamie Foxx und ihre Familie.

## Diskografie
Studioalben

| Jahr | Titel Musiklabel                                                  | Höchstplatzierung, Gesamtwochen, AuszeichnungChartplatzierungen (Jahr, Titel, Musiklabel, Platzierungen, Wochen, Auszeichnungen, Anmerkungen) | Höchstplatzierung, Gesamtwochen, AuszeichnungChartplatzierungen (Jahr, Titel, Musiklabel, Platzierungen, Wochen, Auszeichnungen, Anmerkungen) | Höchstplatzierung, Gesamtwochen, AuszeichnungChartplatzierungen (Jahr, Titel, Musiklabel, Platzierungen, Wochen, Auszeichnungen, Anmerkungen) | Höchstplatzierung, Gesamtwochen, AuszeichnungChartplatzierungen (Jahr, Titel, Musiklabel, Platzierungen, Wochen, Auszeichnungen, Anmerkungen) | Höchstplatzierung, Gesamtwochen, AuszeichnungChartplatzierungen (Jahr, Titel, Musiklabel, Platzierungen, Wochen, Auszeichnungen, Anmerkungen) | Höchstplatzierung, Gesamtwochen, AuszeichnungChartplatzierungen (Jahr, Titel, Musiklabel, Platzierungen, Wochen, Auszeichnungen, Anmerkungen) | Anmerkungen                                                |
| Jahr | Titel Musiklabel                                                  | DE | AT | CH | UK | US | R&B | Anmerkungen                                                |
| ---- | ----------------------------------------------------------------- | --- | --- | --- | --- | --- | --- | ---------------------------------------------------------- |
| 1994 | Age Ain’t Nothin’ but a Number Blackground Records • Jive Records | — | — | — | UK23 Gold · (13 Wo.)UK | US18 ×2Doppelplatin · (37 Wo.)US | R&B3 (41 Wo.)R&B | Erstveröffentlichung: 24. Mai 1994 Verkäufe: + 6.000.000   |
| 1996 | One in a Million Atlantic Records • Blackground Records           | — | — | — | UK33 Gold · (3 Wo.)UK | US10 ×2Doppelplatin · (68 Wo.)US | R&B2 (71 Wo.)R&B | Erstveröffentlichung: 5. August 1996 Verkäufe: + 8.000.000 |
| 2001 | Aaliyah Blackground Records                                       | DE9 Gold · (41 Wo.)DE | AT21 (11 Wo.)AT | CH6 Gold · (33 Wo.)CH | UK5 Platin · (36 Wo.)UK | US1 ×2Doppelplatin · (69 Wo.)US | R&B2 (77 Wo.)R&B | Erstveröffentlichung: 13. Juli 2001 Verkäufe: + 13.000.000 |

## Filmografie
Filme
- 2000: Romeo Must Die (Romeo Must Die)
- 2002: Königin der Verdammten (Queen of the Damned)

Cameoauftritte in Musikvideos
- One More Chance / Stay with Me (The Notorious B.I.G.)
- Crush on You (Lil’ Kim feat. Lil’ Cease)
- Luv 2 Luv Ya (Timbaland & Magoo feat. Shaunta Montegomery)
- Make It Hot (Nicole Wray feat. Missy Elliott & Mocha)
- Here We Come (Timbaland feat. Magoo & Missy Elliott)
- Holiday (Naughty by Nature)
- We at It Again (Timbaland & Magoo feat. Static introducing Sebastian)
- Get Ur Freak On (Missy Elliott)

## Auszeichnungen
- American Music Awards
  - 2001: in der Kategorie „Favourite Female R&B Artist“
  - 2002: in der Kategorie „Favorite Soul/R&B Female Artist“
  - 2002: in der Kategorie „Favorite R&B/Soul Album“ (Aaliyah)
  - 2003: in der Kategorie „Favorite Female R&B Artist“

- Billboard Music Awards
  - 1996: in der Kategorie „Top R&B Single of the Year, Female“ (One in a Million)
  - 1998: in der Kategorie „Top Hip-Hop/R&B Single Airplay Single of the Year“ (Are You That Somebody?)
  - 2000: in der Kategorie „Top Hip-Hop/R&B Artist of The Year, Female“
  - 2003: in der Kategorie „Top Hip-Hop/R&B Artist of The Year“
  - 2003: in der Kategorie „Top Hip-Hop/R&B Album of The Year, Female“ (I Care 4 U)
  - 2003: in der Kategorie „Top Hip-Hop/R&B Single of The Year, Female“ (Miss You)

- Icon Israeli Musical Artist Award
  - 2004: in der Kategorie „Best Selling International Female Artist of the Year“

- MOBO Awards
  - 2002: in der Kategorie „Best Video“ (More Than a Woman)
  - 2002: in der Kategorie „Best Dance Video“ (More Than a Woman)
  - 2002: in der Kategorie „Best International Act“
  - 2002: in der Kategorie „Best Video“ (Rock the Boat)
  - 2002: in der Kategorie „Best Video Female R&B Vocals“ (We Need a Resolution)

- MTV Europe Music Awards
  - 2003: in der Kategorie „Best Song“ (Rock the Boat)

- MTV Movie Awards
  - 1999: in der Kategorie „Best Movie Song“ (Are You That Somebody?)

- MTV Video Music Awards
  - 2000: in der Kategorie „Best Female Video“ (Try Again)
  - 2000: in der Kategorie „Best Video From Film“ (Try Again)

- New Musical Express
  - 2002: in der Kategorie „Record of The Year“ (More Than a Woman)

- Pakistan Music Awards
  - 2001: in der Kategorie „Best Song From a Female Artist“ (Try Again)

- Rolling Stone
  - 2001: in der Kategorie „Best R&B Album“ (Aaliyah)

- Soul Train Music Award
  - 2002: in der Kategorie „Female R&B/Soul Single“ (Rock the Boat)

- Soul Train Lady of Soul Awards
  - 2002: in der Kategorie „Best R&B/Soul Single“ (Rock the Boat)
  - 2002: in der Kategorie „Best R&B/Soul or Rap Song of the Year“ (Rock the Boat)

- World Music Awards
  - 2002: in der Kategorie „World’s Best Selling Female R&B Artist of the Year“